# Parafia św. Józefa w Tarnawcu

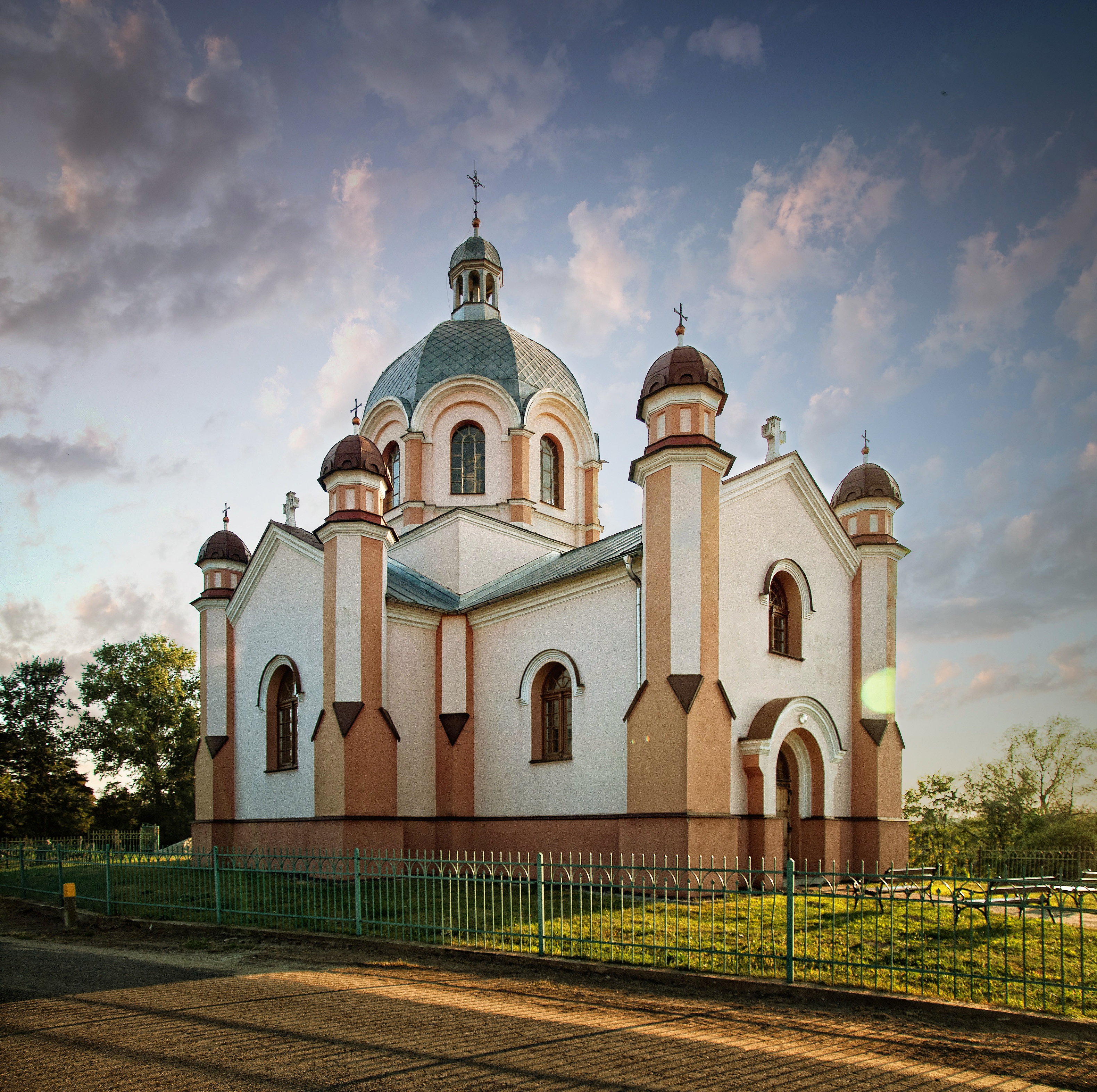
Kościół filialny pw. św. Mikołaja

Parafia św. Józefa w Tarnawcu – parafia rzymskokatolicka znajdująca się w archidiecezji przemyskiej w dekanacie Leżajsk I. Erygowana dekretem cesarza Franciszka II Habsburga, wydanym 18 kwietnia 1812 roku. Jest prowadzona przez księży archidiecezjalnych. Główną świątynią parafii jest kościół św. Józefa w Kuryłówce.

## Historia
W latach 1749–1751 starosta leżajski Józef Potocki, przy pałacu zbudował kaplicę dworską pw. św. Józefa, w której msze święte odprawiali kapłani obrządku greckiego. W 1782 roku podczas reform józefińskich, Tarnawiec był proponowany na siedzibę przyszłej parafii. W 1786 roku została niemiecka kolonia „Dornbach”, zamieszkana przez 20 rodzin katolickich, dla których msze święte w niedziele i święta odprawiał w języku niemieckim, wikariusz leżajski. Od 1804 roku koloniści niemieccy czynili starania o przydzielenie stałego kapłana. Starania oraz konsultacje - Konsystorza przemyskiego, Gubernium lwowskiego, Urzędu cyrkularnego rzeszowskiego trwały kilka lat. 
W listopadzie 1811 roku w Tarnowcu na stałe zamieszkał komendarz ks. Leopold Lewicki z zakonu Bożogrobców. 18 kwietnia 1812 roku dekretem cesarskim i potwierdzeniem bpa Antoniego Gołaszewskiego została erygowana parafia Tarnawiec z wydzielonego terytorium: parafii Tarnogród, parafii Potok Górny i parafii farnej w Leżajsku. W skład nowej parafii weszły: Tarnawiec-Dornbach, Kuryłówka, Ożanna, Brzyska Wola, Wólka Łamana, Jastrzębiec.
Ponieważ kaplica była za mała, w 1841 roku rozbudowano ją i w 1847 roku kościół został konsekrowany przez bpa Franciszka Wierzchlejskiego. W 1903 roku do kościoła dobudowano 2 kaplice i kruchtę.
Na terenie parafii jest 1990 wiernych (w tym: Tarnawiec – 240, Kuryłówka – 1 450, Ożanna – 300). Parafia posiada kościoły filialne: pw. św. Antoniego w Ożannie i pw. św. Mikołaja w Kuryłówce.
Proboszczowie parafii:
1812–1868. ks. Leopold Lewicki.
1868–1898. ks. Franciszek Staruszkiewicz.
1898–1911. ks. Julian Krzyżanowski.
1911–1944. ks. Ignacy Łaskawski.
1944–1963. ks. Kazimierz Węgłowski (administrator).
1963–1968. ks. Marcin Myszak (administrator).
1968–1975. ks. Antoni Bukała.
1975–1987. ks. Władysław Lorenc.
1988–1994. ks. Zdzisław Długosz.
1994–2000. ks. Kazimierz Pacyniak.
2000–2005. ks. Ryszard Królicki.
2005–2011. ks. Franciszek Goch.
2011– nadal ks. Piotr Babijczuk.

## Kościoły filialne
W 1981 roku parafia przejęła dawną cerkiew w Kuryłówce, a po remoncie 5 grudnia 1982 roku bp Stanisław Jakiel poświęcił kościół pw. św. Mikołaja.
W latach 1989–1993 z Ożannej zbudowano murowany kościół filialny, według projektu arch. Mieczysława Zarycha. 13 czerwca 1994 roku abp Józef Michalik poświęcił kościół pw. św. Antoniego.